# Marie-Gaïané Mikaelian
| jaar | rang enkelspel | rang dubbelspel |
| ---- | -------------- | --------------- |
| 1999 | 255            | –               |
| 2000 | 339            | –               |
| 2001 | 78             | –               |
| 2002 | 44             | –               |
| 2003 | 66             | –               |
| 2004 | 144            | 840             |
| 2005 | 233            | –               |
| 2006 | 936            | –               |

Marie-Gaïané Mikaelian, ook wel geschreven als Marie-Gaianeh Mikaelian, als Marie-Gayanay Mikaelian, of als Marie-Gaiane Mikaelian (Lausanne, 3 maart 1984) is een voormalig professioneel tennisspeelster uit Zwitserland. Zij is van Armeense origine en kwam op tennistoernooien tot 20 oktober 2002 nog voor Armenië uit. Zij begon met tennis toen zij vijf jaar oud was. Haar favoriete ondergrond is hardcourt. Zij speelt rechtshandig en heeft een tweehandige backhand. Mikaelian heeft zich voornamelijk op het enkelspel gericht. Over het geheel was 2003 haar beste jaar.

## Loopbaan
Als junior won zij onder meer het European Closed Junior Championship van 2001 (in Zwitserland) – in de finale versloeg zij Marion Bartoli in twee sets.
Haar eerste poging bij de volwassenen had zij al op veertienjarige leeftijd gedaan: een mislukte poging tot kwalificatie op het ITF-toernooi van Biel. Later in 1998 veroverde zij zich een plek in de hoofdtabel van het ITF-toernooi van Saint-Raphaël (Frankrijk) – zij bereikte er de tweede ronde. Het jaar erna won zij haar eerste (en enige) ITF-titel, op het toernooi van Lenzerheide (Zwitserland).
Haar eerste actie op de WTA-tour was een mislukte poging tot kwalificatie op het toernooi van Straatsburg van 1999. Het jaar erop veroverde zij zich een plek in de hoofdtabel van het WTA-toernooi van Philadelphia – zij kwam niet voorbij de eerste ronde.
Op haar zeventiende verjaardag stapte zij over naar de professionele status. Later dat jaar (2001) bereikte zij op het WTA-toernooi van Tasjkent de halve finale. Haar eerste finaleplaats volgde twee maanden later, op het WTA-toernooi van Bazel. In 2002 won zij haar eerste (en enige) WTA-titel, op het WTA-toernooi van Tasjkent – in de finale versloeg zij Tatjana Poetsjek in twee sets.
Zij nam aan alle grandslamtoernooien driemaal deel in de hoofdtabel, maar kwam nooit voorbij de tweede ronde. Haar hoogste positie op de WTA-ranglijst is de 33e plaats, die zij bereikte in januari 2003.
In mei 2006 stopte zij met spelen. Als gevolg van blessures was zij lange tijd uit roulatie. In 2010 nam zij deel aan het Zwitserse Fed Cup-team; ook speelde zij toen nog één partij in Lenzerheide, waar zij haar eerste toernooititel had gewonnen.

## Palmares
| Legenda                |
| ---------------------- |
| Grandslamtoernooi      |
| Olympische Spelen      |
| Year-End Championships |
| Tier I                 |
| Tier II                |
| Tier III               |
| Tier IV & V            |

### WTA-finaleplaatsen enkelspel
| nr.              | finale     | toernooi       | ondergrond | tegenstandster   | score         |         |
| ---------------- | ---------- | -------------- | ---------- | ---------------- | ------------- | ------- |
| gewonnen finales |            |                |            |                  |               |         |
| 1.               | 2002-06-16 | WTA Tasjkent   | hardcourt  | Tatjana Poetsjek | 6-4, 6-4      | details |
| verloren finales |            |                |            |                  |               |         |
| 1.               | 2001-08-05 | WTA Bazel      | gravel     | Adriana Gerši    | 4-6, 1-6      | details |
| 2.               | 2002-09-22 | WTA Québec     | tapijt (i) | Jelena Bovina    | 3-6, 4-6      | details |
| 3.               | 2003-01-04 | WTA Gold Coast | hardcourt  | Nathalie Dechy   | 3-6, 6-3, 3-6 | details |

### Gewonnen ITF-toernooi enkelspel
| nr. | finale     | toernooi    | dotatie  | ondergrond | tegenstandster in finale | score    |
| --- | ---------- | ----------- | -------- | ---------- | ------------------------ | -------- |
| 1.  | 1999-06-20 | Lenzerheide | $ 10.000 | gravel     | Susi Fortun Lohrmann     | 6-3, 6-4 |

## Resultaten grandslamtoernooien
| Legenda | Legenda                          |
| ------- | -------------------------------- |
| g.t.    | geen toernooi gehouden           |
| l.c.    | lagere categorie                 |
| –       | niet deelgenomen                 |
| G       | uitgeschakeld in de groepsfase   |
| 1R      | uitgeschakeld in de eerste ronde |
| 2R      | uitgeschakeld in de tweede ronde |
| 3R      | uitgeschakeld in de derde ronde  |
| 4R      | uitgeschakeld in de vierde ronde |
| KF      | uitgeschakeld in de kwartfinale  |
| HF      | uitgeschakeld in de halve finale |
| F       | de finale verloren               |
| W       | het toernooi gewonnen            |
| w-v     | winst/verlies-balans             |

### Enkelspel
| Toernooi        | 2001 | 2002 | 2003 | 2004 |
| --------------- | ---- | ---- | ---- | ---- |
| Australian Open | –    | 1R   | 1R   | 1R   |
| Roland Garros   | –    | 2R   | 2R   | 1R   |
| Wimbledon       | –    | 1R   | 2R   | 1R   |
| US Open         | 1R   | 1R   | 2R   | –    |